# Weimarhaus

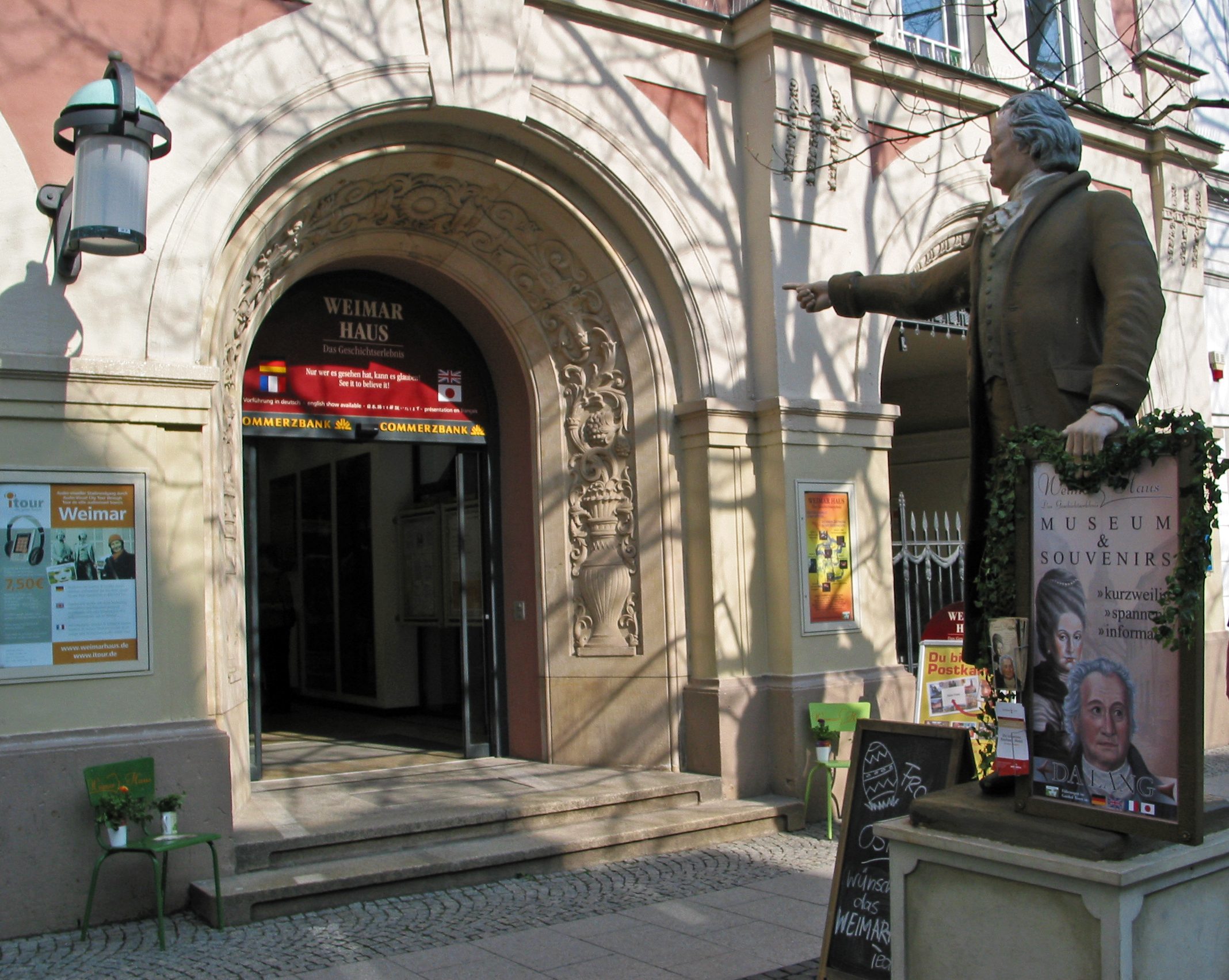
Museumseingang mit wegweisender Goethefigur

Das Weimar Haus ist ein privates, kommerzielles Museum zur Geschichte der Stadt Weimar von der Steinzeit bis zur Weimarer Klassik. Die einzelnen Epochen  werden in Dioramen durch Wachsfiguren mit aufwändigen Lichtinstallationen und passender Geräuschkulisse präsentiert. Das Museum befindet sich in der Schillerstraße 16.
Im Weimar Haus können Touristen auch Taschencomputer als elektronischer Wegweiser mit Erklärungen für eine Stadtführung mieten.